# Jan Bülow
Jan Bülow (* 21. Juni 1996 in Berlin-Friedenau) ist ein deutscher Schauspieler.

## Leben
Bülow absolvierte seine Schauspielausbildung von 2015 bis 2019 an der Hochschule für Schauspielkunst Ernst Busch in Berlin. Vor dem Abschluss seiner Ausbildung wurde er vom Schauspielhaus Zürich engagiert und war dort für die Spielzeit 2018/2019 festes Ensemblemitglied. Seine erste Rolle dort war die Titelrolle in Hamlet von William Shakespeare, inszeniert von Intendantin Barbara Frey.
Er wechselte mit der Saison 2019/20 von Zürich in das Ensemble des Burgtheaters Wien  unter der Intendanz von Martin Kušej.
Seit 2012 war Bülow auch in Kinorollen zu sehen, zum Beispiel in Radio Heimat von Matthias Kutschmann. Außerdem spielte er 2017 und 2018 mit in der Netflix-Serie Dogs of Berlin von Christian Alvart. In der 2020 erschienenen Filmbiografie Lindenberg! Mach dein Ding über den jungen Udo Lindenberg spielte er die Hauptrolle, wobei er mehrere Lieder des Protagonisten selbst sang.
Bülow lebt in Wien.

## Theater
- 2012: Odyssee nach Homer, Regie: Uli Jäckle, Deutsches Theater Berlin
- 2017: Der gute Mensch von Sezuan von Bertolt Brecht, Regie: Peter Steinert, Schaubühne Berlin
- 2018: Hamlet von William Shakespeare, Regie: Barbara Frey, Schauspielhaus Zürich
- 2019: Justiz nach Friedrich Dürrenmatt, Regie: Frank Castorf, Schauspielhaus Zürich
- 2019: Totart Tatort von Herbert Fritsch, Regie: Herbert Fritsch, Schauspielhaus Zürich
- 2019: Vögel von Wajdi Mouawad, Regie: Itay Tiran, Burgtheater
- 2019: Die Edda von Thorleifur Orn Arnarsson und Mikael Torfason, Regie: Thorleifur Orn Arnarsson, Burgtheater
- 2021: Richard II von William Shakespeare, Regie: Johan Simons, Burgtheater
- 2022: Geschichten aus dem Wiener Wald von Ödön von Horvath, Regie: Johan Simons, Burgtheater
- 2022: Ingolstadt nach Marieluise Fleißer, bei den Salzburger Festspielen, Regie Ivo van Hove
- 2022: Dämonen von Fjodor Dostojewski, Regie: Johan Simons, Burgtheater
- 2024: Dantons Tod von Georg Büchner, Regie: Johan Simons,  Burgtheater

## Filmografie (Auswahl)
- 2014: Wanja, Regie: Carolina Hellsgård
- 2015: Der Nanny
- 2015: Radio Heimat
- 2017: Dogs of Berlin
- 2018: Abgeschnitten
- 2018: Morden im Norden (Fernsehserie, Folge Kinderherz)
- 2020: Lindenberg! Mach dein Ding
- 2021: Tatort: Blind Date
- 2023: Tatort: Game Over
- 2023: Die Theorie von Allem
- 2024: Kafka (Fernsehserie)
- 2025: Sie glauben an Engel, Herr Drowak?
- 2025: The Exposure

## Auszeichnungen
- 2020: Bayerischer Filmpreis für Lindenberg! Mach dein Ding! (Bester Nachwuchsdarsteller)
- 2020: Nominierung für den Deutschen Filmpreis für Lindenberg! Mach dein Ding! (Beste männliche Hauptrolle)